# Peña de Cabra
Peña de Cabra es una localidad española del municipio de Narros de Matalayegua, perteneciente a la provincia de Salamanca, en la comunidad autónoma de Castilla y León.

## Historia
Hacia mediados del siglo XIX, el lugar, una aldea, pertenecía ya al municipio de Narros de Matalayegua. Aparece descrito en el duodécimo volumen del Diccionario geográfico-estadístico-histórico de España y sus posesiones de Ultramar de Pascual Madoz con las siguientes palabras:

PEÑA DE CABRA: ald. dependiente del ayunt. de Narros de Matalayegua en la prov. y dióc. de Salamanca, part. jud. de Sequeros, aud. terr. de Valladolid y c. g. de Castilla la Vieja. sit. en una hondonada cercada de pequeñas alturas, que impiden esté bien ventilada; el clima es poco sano. Se compone de 8 casas: en lo ecl. es anejo de Carrascal del Obispo, cuyo párroco provee á las necesidades espirituales. El térm. está enclavado en el de su ayunt., hallándose cubierto casi todo él de monte de encina. prod.: trigo, centeno, cebada, algarrobas el ganado vacuno, lanar y de cerda. pobl. y riqueza: con su ayunt.
(Madoz, 1849, p. 775)

En 2023, la entidad singular de población de Peña de Cabra tenía empadronados 14 habitantes, todos ellos en el núcleo de población de ese nombre.